# Peter Dronke
Pour les articles homonymes, voir Dronke.
Ernst Peter Michael Dronke, né le 30 mai 1934 et mort le 19 avril 2020, est un chercheur britannique spécialisé dans la littérature latine médiévale.
Il était l'un des plus grands spécialistes du lyrique latin médiéval du XXe siècle, et son livre The Medieval Lyric (1968) est considéré comme l'introduction standard du sujet.

## Biographie
Dronke naît en 1934 à Cologne, de Maria Dronke (née Minnie Kronfeld), une actrice réputée, et d'Adolf John Rudolf Dronke, un juge. Sa mère est une juive qui s'est convertie au catholicisme. En 1939, il quitte le pays à cause du régime nazi, pour s'installer en Nouvelle-Zélande où il est naturalisé néo-zélandais. Dronke obtient son baccalauréat et sa maîtrise à Wellington. En 1955, il reçoit une bourse de voyage pour étudier au Magdalen College, à Oxford. Il est professeur de latin médiéval à l'Université de Cambridge en 1961 et est membre de Clare Hall en 1964. Il reçoit un lectorat personnel en 1979 et une chaire personnelle de littérature latine médiévale en 1989. Il est membre de la British Academy en 1984 et membre étranger de l'Académie royale des arts et des sciences des Pays-Bas en 1997. Il prend sa retraite en 2001.
Dronke épouse sa camarade médiéviste Ursula Brown en 1961.
Peter Dronke meurt le 19 avril 2020,.

## Œuvres (sélection)
- Medieval Latin and the Rise of the European Love-Lyric, 2 vols., (1965-6; 2d ed. 1968)
- The Medieval Lyric (1968; 2d ed. 1978; 3d ed. 1996)
- Poetic Individuality in the Middle Ages: New Departures in Poetry 1000-1500 (1970; 2d ed. 1986)
- Fabula. Explorations into the Uses of Myth in Medieval Platonism (1974)
- Women Writers of the Middle Ages: A Critical Study of Texts from Perpetua to Marguerite Porete (1984)
- Dante and Medieval Latin Traditions (1986)
- A History of Twelfth-Century Western Philosophy, editor (1988)
- Latin and Vernacular Poets of the Middle Ages (1991)
- Intellectuals and Poets in Medieval Europe (1992)
- Nine Medieval Latin Plays, translator (1994)
- Verse with Prose from Petronius to Dante. The Art and Scope of the Mixed Form (1994)
- Sources of Inspiration. Studies in Literary Transformations, 400-1500 (1997)
- Imagination in the Late Pagan and Early Christian World. The First Nine Centuries A.D. (2003)
- The Spell of Calcidius. Platonic Concepts and Images in the Medieval West (2008)